# Marino Vanhoenacker
Pour les articles homonymes, voir Vanhoenacker.
Marino Vanhoenacker né le 19 juillet 1976 à Ostende est un triathlète belge, multiple vainqueur sur triathlon Ironman.

## Biographie
Marino Vanhoenacker est né à Ostende en 1976, Il commence le triathlon de compétition en 1997 et en parallèle, il étudie pour devenir diététicien. En 2004, il est embauché par l'armée belge qui souhaite accueillir des sportifs de haut niveau sous les drapeaux grâce à des conditions d'entraînement optimales, en plus de se reconvertir comme entraîneur pour la Défense. Marino en profite pour rejoindre les membres de sa discipline Frederik Van Lierde, Jurgen Dereere et Joerie Vansteelant. Il travaille à Eguermin, dans l'école de formation de lutte contre les mines.

### Carrière en triathlon
En 2005, Marino Vanhoenacker gagne son premier Ironman en Floride, un an plus tard il remporte pour la première fois l'Ironman Autriche, le début d'une longue série de huit victoires non consécutives à Klagenfurt. En 2017 à l'âge de 41 ans, le Flamand d'Ostende a remporté quinze Ironman sur quatre continents (Ironman Malaisie et Taïwan, Ironman Brésil et Canada, Ironman Autriche, Ironman Afrique du Sud) sa plus belle victoire est à Francfort en 2012 à l'Ironman Allemagne plus de six minutes devant Sebastian Kienle. Son plus grand podium restera cependant sa médaille de bronze au championnat du monde d'Ironman à Kona (Hawaï) en 2010 derrière le vainqueur australien Chris McCormack et l'Allemand Andreas Raelert. Il remporte en 2018 l'Ironman Australie, et devient à l'âge de 42 ans, le premier triathlète au monde à remporter une épreuve Ironman sur chaque continent, avec dix sept victoires sur la distance, c'est une prouesse sans précédent sur ce type de discipline dans la catégorie masculine.

## Palmarès
Le tableau présente les résultats les plus significatifs (podium) obtenus sur le circuit national et international de triathlon depuis 2003,.
| Année | Compétition                                  | Pays           | Position           | Temps           |
| ----- | -------------------------------------------- | -------------- | ------------------ | --------------- |
| 2018  | Ironman Australie                            | Australie      | Médaille d'or      | 8 h 14 min 38 s |
| 2017  | Ironman Mont-Tremblant                       | Canada         | Médaille d'or      | 8 h 21 min 29 s |
| 2017  | Ironman Taïwan                               | Taïwan         | Médaille d'argent  | 8 h 46 min 40 s |
| 2016  | Ironman Autriche                             | Autriche       | Médaille d'or      | 8 h 2 min 26 s  |
| 2016  | Ironman Chattanooga                          | États-Unis     | Médaille d'or      | 8 h 12 min 22 s |
| 2016  | Ironman 70.3 Zell am See-Kaprun              | Autriche       | Médaille d'or      | 4 h 6 min 5 s   |
| 2015  | Ironman Brésil                               | Brésil         | Médaille d'or      | 7 h 53 min 44 s |
| 2015  | Ironman Autriche                             | Autriche       | Médaille d'or      | 7 h 48 min 45 s |
| 2014  | Ironman Canada                               | Canada         | Médaille d'or      | 8 h 16 min 10 s |
| 2014  | Ironman 70.3 Zell am See                     | Autriche       | Médaille d'or      | 4 h 2 min 32 s  |
| 2014  | Ironman 70.3 Luxembourg                      | Luxembourg     | Médaille d'or      | 3 h 47 min 47 s |
| 2013  | Ironman Melbourne                            | Australie      | Médaille d'argent  | 7 h 38 min 59 s |
| 2012  | Ironman 70.3 Afrique du Sud                  | Afrique du Sud | Médaille d'or      | 4 h 6 min 25 s  |
| 2012  | Ironman Allemagne                            | Allemagne      | Médaille d'or      | 8 h 3 min 31 s  |
| 2011  | Ironman Autriche                             | Autriche       | Médaille d'or      | 7 h 45 min 58 s |
| 2010  | Ironman - Championnat du monde à Kailua-Kona | États-Unis     | Médaille de bronze | 8 h 13 min 14 s |
| 2010  | Ironman Autriche                             | Autriche       | Médaille d'or      | 7 h 52 min 5 s  |
| 2010  | Ironman Malaisie                             | Malaisie       | Médaille d'or      | 8 h 22 min 31 s |
| 2009  | Ironman 70.3 Anvers                          | Belgique       | Médaille d'or      | 3 h 41 min 45 s |
| 2009  | Ironman Afrique du Sud                       | Afrique du Sud | Médaille d'or      | 8 h 17 min 32 s |
| 2009  | Ironman Autriche                             | Autriche       | Médaille d'or      | 8 h 1 min 38 s  |
| 2008  | Ironman 70.3 Anvers                          | Belgique       | Médaille d'or      | 3 h 45 min 52 s |
| 2008  | Ironman Autriche                             | Autriche       | Médaille d'or      | 8 h 6 min 11 s  |
| 2007  | Ironman 70.3 Anvers                          | Belgique       | Médaille d'or      | 3 h 50 min 6 s  |
| 2006  | Ironman Autriche                             | Autriche       | Médaille d'or      | 8 h 7 min 59 s  |
| 2006  | Championnat du monde longue distance         | Australie      | Médaille de bronze | 6 h 2 min 22 s  |
| 2005  | Ironman Floride                              | États-Unis     | Médaille d'or      | 8 h 28 min 26 s |
| 2005  | Championnat du monde longue distance         | Danemark       | Médaille d'argent  | 5 h 41 min 48 s |
| 2004  | Championnat du monde longue distance         | Suède          | Médaille de bronze | 5 h 51 min 10 s |
| 2003  | Ironman Malaisie                             | Malaisie       | Médaille d'argent  | 8 h 51 min 29 s |